# Râul Valea Orașului
Râul Valea Orașului este un curs de apă, afluent al râului Bulba.